# Daviscupový tým Angoly
Daviscupový tým Angoly reprezentuje Angolu v Davisově poháru od roku 2001, pod vedením národního tenisového svazu Federação Angolana de Tenis. 
Družstvo nikdy nepostoupilo do šestnáctičlenné Světové skupiny, hrané v letech 1981–2018. Do soutěže nastoupila jen v letech 2001, 2002 a 2003, kdy dosáhla nejlepšího výsledku v podobě 7. místa III. skupiny euroafrické zóny.